# Confederação Francesa de Executivos - Confederação Geral de Executivos
A Confederação Francesa de Executivos - Confederação Geral de Executivos (em francês:  Confédération française de l'encadrement - Confédération générale des cadres, CFE-CGC) é uma das cinco maiores confederações sindicais francesas. Seu líder atual é Bernard Van Craeynest. É constituída exclusivamente por sindicatos de executivos ou de profissionais de nível superior. 
Foi criada a partir da união de vários sindicatos de engenheiros, em 15 de outubro de 1944, poucos meses depois da liberação de Paris. Por muito tempo, a CFE-CGC foi considerada como uma entidade influenciada pelos partidos de direita e ligada ao patronato. A partir de 1999, sob a liderança de  Jean-Luc Cazettes, a entidade assumiu uma linha mais reivindicativa, defendendo principalmente a redução da jornada de trabalho mas também incluindo em sua pauta  outros temas, tais como:
- saúde no trabalho (destacando o stress e o sofrimento no trabalho),
- salários dos gerentes e poder de compra,
- aposentadorias,
- igualdade profissional,
- conciliação dos tempos de vida,
- ética e desenvolvimento sustentável.

De todo modo, se mantém apolítica, representando os gerentes, tanto do setor  privado  quanto do setor público. No final de 2006, a CFE-CGC informava ter 177 000 filiados, dos quais 25% na região de  Île-de-France. Nas eleições para o Conseil des Prud'hommes de 2008, obteve 8,2 % dos votos.  
A CFE-CGC não faz parte da Confederação Europeia de Sindicatos mas participa da Confederação Europeia de Gerentes (CEC Euromanagers) e da  Confederação Internacional de Gerentes.